# Sharif Sheid Ahmed
Sheikh Sharif Sheikh Ahmed, nacido el 25 de julio de 1964, fue presidente de Somalia de 2009 al 2012. Es el fundador y líder del partido político Himilo Qaran y también el fundador y director del Foro de Partidos Nacionales (somalí:  Madasha Xisbiyada Qaran ) de Somalia. Es el presidente del Consejo de Candidatos Presidenciales de Somalia.

## Biografía
Ahmed nació en la provincia de Shabeellada Dhexe, en Somalia, y estudió en universidades libias y sudanesas. Es de la rama Abgaal del clan Hawiye. También ha trabajado en la escuela secundaria como profesor de Geografía, árabe y estudios religiosos. Habla árabe, somalí e inglés. 
Fue miembro de la Unión de Tribunales Islámicos (UCI)  , la cual controló Mogadiscio, la capital somalí en 2006. Se involucró por primera vez en la UCI cuando fue elegido para dirigir una corte local en Jowhar. Pocos años después, una banda en Mogadiscio secuestró a un joven estudiante y pidió un rescate a su familia para su liberación. Este incidente fue uno de los incontables secuestros que suceden en Somalia por parte de grupos armados. Este evento marcó un punto de inflexión en la vida de Sheikh Sharif Ahmad y su posterior involucramiento en la UCI.
A partir del 28 de diciembre de 2006, lideró a luchar contra las fuerzas etíopes en Somalia, tras lo que se produjo la derrota de las fuerzas de la UCI en la batalla de Jilib y el abandono de Kismayo.

## Elección a presidente 2009
La ARS y el Gobierno Transicional de Somalia pactaron en octubre de 2008 ampliar el Parlamento y constituir un gobierno de unidad, pero este anuncio causó una crisis en el seno del Ejecutivo que culminó el 29 de diciembre de ese año con la renuncia del por aquel entonces presidente, Abdullahi Yusuf Ahmed, quien se exilió en Yemen.
La elección como presidente de Sharif Sheid Ahmed se realizó el día 31 de enero de 2009 por parte del parlamento que se reunió en el vecino estado de Yibuti.
En el inicio de la primera ronda de votación de la que participaban catorce candidatos la gran mayoría se retiró, ante el aumento de la especulación de que la votación se llegaría a definir entre Nur Hassan Hussein y Sharif Ahmed. En la primera ronda, Sharif Ahmed obtuvo 215 votos, Maslah Mohamed Siad 60 y Nur Hassan Hussein 59; Nur Hassan Hussein retiró su candidatura, lo que probablemente definió la elección de Sharif Ahmed como presidente. En la ronda final de las elecciones presidenciales ganó con 293 votos.
| Predecesor: Abdullahi Yusuf Ahmed | Presidente de Somalia 2009-2012 | Sucesor: Muse Hassan Sheikh Sayid Abdulle |

## Référencia
- Datos: Q270783
- Multimedia: Sharif Sheikh Ahmed / Q270783